# Tub piezomètric

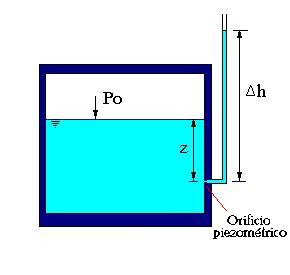
Tub piezomètric

Un tub piezomètric és un tub en què, estant connectat per un dels costats a un recipient en el qual es troba un fluid, el nivell s'eleva fins a una alçada equivalent a la pressió del fluid en el punt de connexió o orifici piezomètric, és a dir fins al nivell de càrrega d'aquest.
La pressió {\displaystyle P} es pot expressar, d'acord amb l'equació de la hidroestàtica, com:
{\displaystyle P=P_{0}+\rho .g.z=\rho .g.{\Delta h}}
On:
- {\displaystyle P_{0}} = pressió actuant sobre la superfície lliure del fluid en el tanc
- {\displaystyle \rho } = densitat del fluid
- {\displaystyle g} = acceleració de la gravetat
- {\displaystyle z} = profunditat del punt que s'està mesurant en el fluid
- {\displaystyle \Delta h} = elevació del fluid en el tub piezomètric, per sobre del punt en el qual s'està mesurant la pressió.